# Онкосфера
Онкосфера се нарича яйцето при паразитните панделковидни червеи наречени цестоди. Яйцата се образуват в матката във всяко едно членче на паразита и се отделя от нея при разкъсването му. В тях има развита ларва с шест ембрионални кукички в предната си част. Обвивката е четирислойна и функцията и е да предпазва ларвата от вредни външни въздействия, а същевременно се разкъсва и я освобождава при благоприятни за развитието и условия.